# Минамиайдзу (посёлок)
Минамиайдзу (яп. 南会津町 Минамиайдзу-мати) — посёлок в Японии, находящийся в уезде Минамиайдзу префектуры Фукусима. Площадь посёлка составляет 886,52 км², население — 16 551 человек (1 августа 2014), плотность населения — 18,67 чел./км².

## Географическое положение
Посёлок расположен на острове Хонсю в префектуре Фукусима региона Тохоку. С ним граничат города Насусиобара, Никко, посёлки Симого, Тадами и сёла Хиноэмата, Сёва.

## Население
Население посёлка составляет 16 551 человек (1 августа 2014), а плотность — 18,67 чел./км². Изменение численности населения с 1980 по 2005 годы:
| 1980 | 24 119 чел. |  |
| 1985 | 23 288 чел. |  |
| 1990 | 22 548 чел. |  |
| 1995 | 22 059 чел. |  |
| 2000 | 21 095 чел. |  |
| 2005 | 19 870 чел. |  |

## Символика
Деревом посёлка считается Fagus crenata, цветком — Rhododendron kaempferi, птицей — Cettia diphone.